# Виявлення сигналу

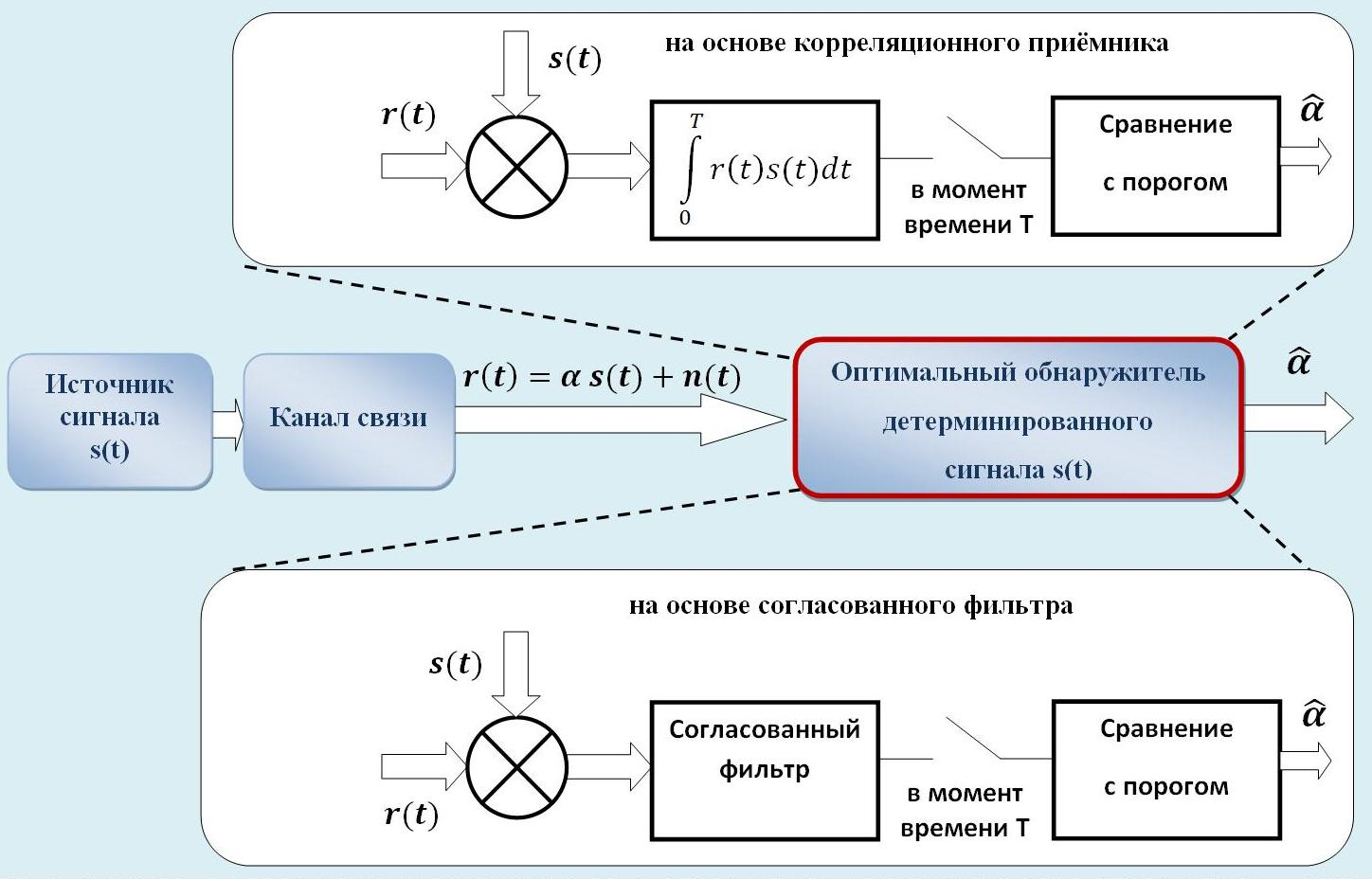

Ви́явлення сигна́лу — завдання оптимального прийому сигналів. 
Припустимо, що в прийнятому сигналі {\displaystyle r(t)} може бути присутнім або відсутнім сигнал {\displaystyle s(t,\lambda )} , тобто сигнал, що приймається r(t) дорівнює  {\displaystyle r(t)=\alpha s(t,\lambda )+n(t)}, 

де випадкова величина {\displaystyle \alpha } може приймати значення 0 (сигнал відсутній) або 1 (сигнал присутній); {\displaystyle s(t,\lambda )} — спостережуваний на інтервалі спостереження [0, T] детермінований сигнал. При вирішенні завдання виявленні сигналу необхідно визначити наявність сигналу {\displaystyle s(t,\lambda )} в r(t) , тобто оцінити значення параметра {\displaystyle \alpha }. При цьому можливі два варіанти. Апріорні дані — ймовірності {\displaystyle p_{p}}{\displaystyle _{r}(t,\alpha =0)} і {\displaystyle p_{p}}{\displaystyle _{r}(t,\alpha =1)} — можуть бути відомі чи ні. 
Сформульована задача виявлення сигналу є окремим випадком загальної задачі статистичної перевірки гіпотез  . Гіпотезу про відсутність сигналу будемо позначати {\displaystyle H_{0}}, А гіпотезу про наявність сигналу — {\displaystyle H_{1}}. 
Якщо апріорні ймовірності {\displaystyle P_{pr}(H_{0})} і {\displaystyle P_{pr}(H_{1})} відомі, то можна використовувати критерій мінімуму середнього ризику (байєсовський критерій) R:
{\displaystyle R=\sum _{i,k=0}^{1}P_{pr}(H_{i})Q_{ik}\int \limits _{X_{k}}W(x|H_{i})dx}, 
де {\displaystyle {Q_{ik}}} — матриця втрат, а {\displaystyle W(x|H_{i})} — функція правдоподібності вибірки спостережуваних даних, якщо передбачається істинність гіпотези {\displaystyle H_{i}}. 
У цьому випадку, якщо апріорні ймовірності {\displaystyle P_{pr}(H_{0})} і {\displaystyle P_{pr}(H_{1})} невідомі, то з пороговим значенням {\displaystyle h_{0}} порівнюється відношення правдоподібності {\displaystyle l_{0}}:
{\displaystyle l_{0}={\frac {F(r|H_{1})}{F(r|H_{0})}}=exp({\frac {2}{N}})\int \limits _{0}^{T_{0}}(r(t)s(t)dt-E/N)} , 
де E — енергія сигналу, а N — одностороння спектральна густина гаусівського адитивного білого шуму. 
Якщо апріорні ймовірності {\displaystyle P(H_{0})} і {\displaystyle P(H_{1})} відомі, то рішення про наявність сигналу приймається на основі порівняння відносини апостеріорних ймовірностей {\displaystyle l_{1}} з деяким граничним значенням {\displaystyle h_{0}} :
{\displaystyle l_{1}={\frac {P_{ps}(H_{1})}{P_{ps}(H_{0})}}={\frac {P_{pr}(H_{1})}{P_{pr}(H_{0})}}exp({\frac {2}{N}})\int \limits _{0}^{T_{0}}(r(t)s(t)dt-E/N)}
Завдання виявлення часто зустрічається в радіолокації та інших областях радіотехніки.